# Fijische pond
Het Fijische pond was de geldige nationale munteenheid in Fiji van 1873 tot de overgang naar de Fijische dollar in 1969. Net als het Britse pond was het Fijische pond verdeeld in 20 shilling van elk 12 pence. De ISO 4217-code was FJP.